# حيرام غراي
حيرام غراي (بالإنجليزية: Hiram Gray)‏ هو قاضي ومحامي وسياسي أمريكي، ولد في 10 يوليو 1801، وتوفي في 6 مايو 1890. حزبياً، نشط في الحزب الديمقراطي. وقد انتخب عضو مجلس النواب الأمريكي.